# 東シナ海
東シナ海（ひがしシナかい、東支那海）は、太平洋西部の海。九州及び南西諸島とユーラシア大陸に挟まれている。

## 概要

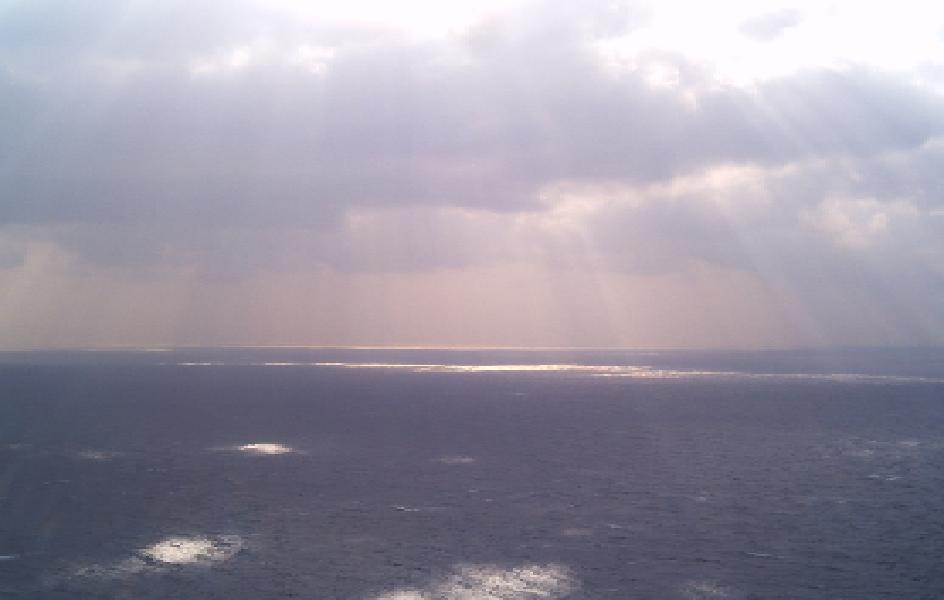
福江島・大瀬崎から眺めた東シナ海

太平洋西部にある縁海である。国際水路機関発行の「大洋と海の境界（第三版）」に従うと、北辺は、東側では長崎の野母崎から五島列島の福江島及び済州島を結ぶ線で日本海と接し、西側では黄海に接している。東辺から南辺にかけては南西諸島の東側で太平洋（フィリピン海）に接し、南南西では台湾海峡を境に南シナ海に接する。西辺はユーラシア大陸（中国本土）であり、大規模河川として長江が流入している。
海域の中央部には島嶼はない。北辺から東辺を経て南辺にかけて島弧が分布しており、そのうち主な島嶼には、南から台湾、南西諸島、九州、済州島がある。また、西辺の大陸沿岸には舟山群島等の小島嶼がある。海底は、ほとんどがユーラシア大陸から続く大陸棚で深度は200 m未満であるが、東部には南西諸島の西側に沿って深度が約2,000 mに達する沖縄トラフがある。海流としては黒潮が流れている。
日本と中国の間では、尖閣諸島問題のほか、東シナ海ガス田問題に絡んで経済水域の設定に争いがある。また、韓国と中国の間でも、蘇岩礁にからみ争いがある。

## 表記

### 日本において
第二次世界大戦までは東支那海と表記した。また戦後の一時期は東中国海と表記されていた。現在の日本の外務省の公式文書等では東シナ海と表記され、日本国内では一般化している。

### その他の国・地域において
- 国際水路機関発行の「大洋と海の境界（第三版）」では、Eastern China Sea (Tung Hai)としている[1]。
- 中華民国、中華人民共和国 - 東海（东海）と表記する。中国報道機関などの日本語サイトでは、東シナ海の代わりに東中国海の表記を用いることがある[5]。
- 中国の学者凌純声は、「東亜地中海」（東アジアの内海）と呼んだこともある[6]。

## 範囲
「大洋と海の境界（第三版）」（Special Publication No.23）での "Eastern China Sea (Dong Hai)" の範囲は以下の通り。
（日本語訳）

## 東シナ海に面する国・地域とその地方区分
- 中国
  - 江蘇省、上海市、浙江省、福建省

- 台湾
  - 新北市、基隆市

- 日本
  - 沖縄県、鹿児島県、熊本県、長崎県
    - 有明海を東シナ海の一部とする場合は佐賀県、福岡県も含む。

- 韓国
  - 済州特別自治道

## 漁業
この海域は、1960年頃までは優れた魚場であったが、漁獲規制がまったく行われなかったために、日本漁業者の乱獲により水産資源が激減した。戦後間もない1951年時点で水産資源の減少は明らかであったが、有効な漁獲規制は今日まで導入されていない。農林水産省の「漁業・養殖業統計年報」によれば、1960年の日本の漁獲量は370ｔほどあったが、それをピークに直線的に減少し始め、近年は20ｔ足らずにまで落ち込んでいる。1980年代からは日本漁船は、採算が取れなくなり撤退、その後に操業コストの安い中国漁船が進出し、さらに資源は減少し続けている。